# Myelosperma muellerianum
Myelosperma muellerianum är en svampart som beskrevs av S. Ahmad 1971. Myelosperma muellerianum ingår i släktet Myelosperma och familjen Myelospermataceae.   Inga underarter finns listade i Catalogue of Life.